# Orphulella timida
Orphulella timida är en insektsart som beskrevs av Otte, D. 1979. Orphulella timida ingår i släktet Orphulella och familjen gräshoppor. Inga underarter finns listade i Catalogue of Life.